# Чэн Лян
Чэн Лян (кит. упр. 成亮, пиньинь Chéng Liàng; 3 марта 1977 года, Шанхай, КНР) — китайский футболист, выступавший на позиции защитника за ряд китайских клубов, а также сыграл пять матчей за национальную сборную. В настоящее время футбольный тренер.

## Клубная карьера

### Шанхай Пудун
Чэн Лян начинал карьеру в системе «Шанхай Шэньхуа», где играл за молодёжную команду, однако оказался недостаточно сильным и быстрым для выступлений за главную команду. В итоге, в 1997 году Чэн перешёл в клуб второго дивизиона «Шанхай Пудун», где дебютировал на профессиональном уровне в 1998 году. После нескольких сезонов клуб получил повышение в классе и смог выступить в Суперлиге. В этот период команда прогрессировала и даже завоевала серебряные медали сезона 2003 года. Перед началом сезона 2005 года игрок перешёл в другой клуб Суперлиги, свой родной клуб «Шанхай Шэньхуа». Сумма трансфера составил 3 млн. юаней.

### Шанхай Шэньхуа
В сезоне 2005 года игрок дебютировал за «Шанхай Шэньхуа» в матче против «Циндао Чжуннэн», который состоялся 2 апреля и окончился победой команды из Шанхая со счётом 2-0. Чэн Лян при этом получал мало игрового времени, так как на позиции левого защитника в основе играл Сунь Сян. В дальнейшем Чэн не смог закрепиться на любимой позиции и чаще всего выступал как центральный защитник. В начале сезона 2009 года в Суперлиге игрок получил капитанскую повязку, а клуб решил в дальнейшем привлекать его к роли ассистента главного тренера. К сожалению, роль ассистента не была долгой, вплоть до прихода в команду Мирослава Блажевича. Блажевич пришел в команда перед началом сезона 2010 года и привёл с собой новых ассистентов. Сам Чэн потерял место в основе и в период летнего трансферного окна отправился в аренду в «Шэньчжэнь Руби» до конца сезона. Когда Чэн вернулся в клуб, его игровое время вновь сократилось, на этот раз из-за травмы. В итоге, последним официальным матчем за «Шанхай» стала игра 3 ноября 2012 года против «Циндао Чжуннэн», а его команда одержала победу со счётом 3-0.

### Тренерская карьера
В 2016 году Чэн занял пост главного тренера «Шанхай Шуньфань» и ненадолго возобновил карьеру, в итоге у команды появился играющий тренер. По итогам двух сезонов команде удалось в результате отборочных игр попасть во вторую лигу Китая. Сезон 2018 года Чэн Лян начал в «Сычуань Цзюню», которая также выступала в третьем дивизионе. Команда заняла общее 24-е место и 12-е в Южной группе. В 2019 году стал главным тренером команды «Юньнань Куньлу».

## Международная карьера
Несмотря на свой возраст (32 года), Чэн Ляо дебютировал в национальной команде Китая в товарищеском матче против команды Германии, который состоялся 29 мая 2009 года, матч закончился со счётом 1-1, а Чэн выступал на позиции центрального защитника. В итоге, он был вызван и на следующий товарищеский матч против Саудовской Аравии, который состоялся 4 июня 2009 года, а сборная КНР потерпела поражение со счётом 4-1. Несмотря на поражение, Чэн вновь несколько раз вызывался в сборную и добавил команде уверенности и личного опыта.